# Premio Lubiam
Il Premio Lubiam era un riconoscimento dedicato agli allievi dell'Accademia di belle arti. 
Sponsorizzato dalla Lubiam, una storica industria di confezioni mantovana, ai vincitori destinava otto borse di studio da un milione di lire. Furono undici le edizioni fra il 1971 e 1982. Le prime quattro edizioni ebbero luogo in Palazzo Te a Mantova e poi dal 1975 ci fu il trasferimento a Sabbioneta.
Venivano chiamati a ricoprire il ruolo di tutore dei ragazzi concorrenti, artisti affermati come, anno per anno, Aligi Sassu, Corrado Cagli, Gustave Singier, Pietro Salati, Josip Generalić, Graham Sutherland, Hans Hartung, Edouard Pignon, Mario Prassinos, Renato Guttuso, Remo Brindisi.